# Kostino (rejon charowski)
Kostino (ros. Костино) – wieś w Rosji, w rejonie charowskim obwodu wołogodzkiego. W 2010 r. liczyła 4 mieszkańców.